# PG1149+057
PG1149+057 ä en vit dvärg i stjärnbilden Jungfrun ungefär 120 ljusår från jorden. PG1149+057 blir några procent ljusare med några minuters mellanrum, men med några dagars mellanrum får den stora utbrott, som hettar upp dess yta för flera timmars tid.